# Jeffrey Grob

Wappen von Jeffrey Scott Grob als Erzbischof von Milwaukee

Wappen von Jeffrey Scott Grob als Weihbischof in Chicago

Jeffrey Scott Grob (* 19. März 1961 in Madison, Wisconsin) ist ein US-amerikanischer römisch-katholischer Geistlicher und Erzbischof von Milwaukee.

## Leben
Jeffrey Grob besuchte die Saint Francis Xavier Elementary School in Cross Plains. 1976 trat er in das Holy Name High School Seminary ein. Von 1980 bis 1982 besuchte Grob das Saint Meinrad Seminary in Saint Meinrad, Indiana. Anschließend studierte Jeffrey Grob Philosophie und Katholische Theologie am Päpstlichen Kolleg Josephinum in Columbus (1985–1987), an der Saint John’s University in Collegeville (1988) sowie an der University of Saint Mary of the Lake in Mundelein (1989–1992). Er empfing am 23. Mai 1992 durch den Erzbischof von Chicago, Joseph Kardinal Bernardin, das Sakrament der Priesterweihe für das Erzbistum Chicago.
Nach der Priesterweihe war Jeffrey Grob bis 1998 als Pfarrvikar der Pfarrei Saints Faith, Hope, and Charity in Winnetka tätig. Von 1994 bis 2001 war Grob zudem Assistent im Büro des Diözesankanzlers. Daneben setzte er von 1997 bis 2003 seine Studien an der Universität Saint Paul in Ottawa fort, wo er das Lizenziat und das Doktorat im Fach Kanonisches Recht erwarb. 2003 wurde Jeffrey Grob Mitarbeiter im Büro für kirchenrechtliche Fragen des Erzbistums Chicago und Richter am Berufungsgericht für die Kirchenprovinz Chicago. Von 2008 bis 2013 war Grob Pfarrer der Pfarrei Saint Celestine in Elmwood Park und von 2008 bis 2009 zudem Dechant des Dekanats VI-D. 2013 wurde Jeffrey Grob Offizial des Erzbistums Chicago. Von 2015 bis 2017 war Grob als Diözesankanzler tätig, bevor er erneut Offizial wurde.
Am 11. September 2020 ernannte ihn Papst Franziskus zum Titularbischof von Abora und zum Weihbischof in Chicago. Der Erzbischof von Chicago, Blase Joseph Kardinal Cupich, spendete ihm sowie Kevin Birmingham und Robert Lombardo CFR am 13. November desselben Jahres in der Holy Name Cathedral in Chicago die Bischofsweihe; Mitkonsekratoren waren die Weihbischöfe in Chicago, Joseph Perry und John Manz.
Papst Franziskus bestellte ihn am 4. November 2024 zum Erzbischof von Milwaukee. Die Amtseinführung erfolgte am 14. Januar 2025.